# カール・ゼーフェリンク

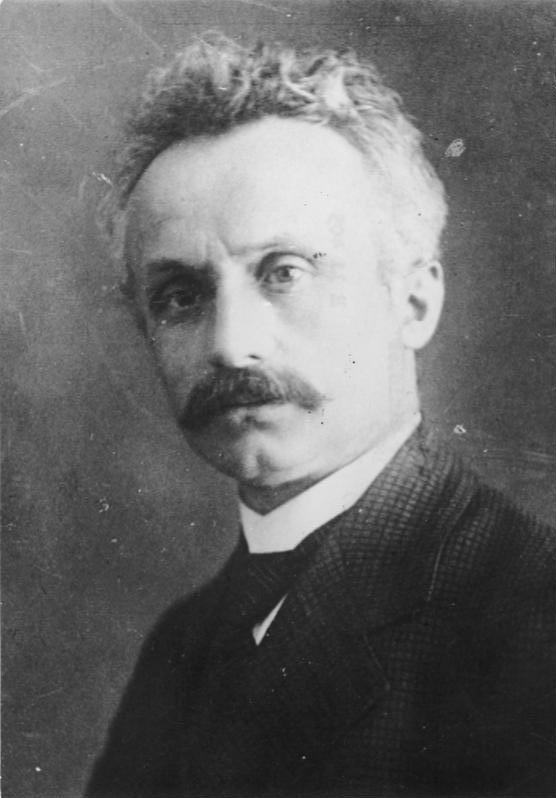
カール・ゼーフェリンク

カール・ヴィルヘルム・ゼーフェリンク（Carl Wilhelm Severing,  ドイツ語発音: [ˈzeːvərɪŋ]（ゼーヴェリング）、1875年6月1日 - 1952年7月23日）は、ドイツの政治家。ドイツ中央政府のヘルマン・ミュラー内閣やプロイセン州政府のオットー・ブラウン内閣の内相を務めていた。ドイツ社会民主党 (SPD) 所属。

## 経歴
ドイツ国領邦プロイセン王国ヴェストファーレン州ヘルフォルト出身。小学校 (Volksschule) を卒業した後、ヘルフォルトで錠前屋見習いとして働く。
1892年に「ドイツ金属労働者協会」(Deutschen Metallarbeiter-Verband: DMV) に加入し、1893年にはドイツ社会民主党(SPD)に入党した。1895年からビーレフェルトで錠前屋として独立したが、ストライキ運動への参加で官憲のブラックリストに載り、スイスのチューリヒに亡命した。1897年には「スイス中央金属労連」の中央委員会委員となった。ここでアウグスト・ベーベルやヴィクトル・アドラーと知り合った。
1899年にドイツのビーレフェルトへ戻った。1905年から1924年までビーレフェルト市議会議員を務める。1907年から1911年には帝国議会議員も務めた。1912年からビーレフェルトで発行されていた社民党機関誌『人民の守り』の編集者となった。
第一次世界大戦には出征していない。社民党の党方針に従い「城内平和」を主張していた。大戦末期のドイツ革命ではビーレフェルトで労兵委員会の創設にあたった。1919年の選挙で国民議会 (Deutschen Nationalversammlung) (この年の選挙のみの議会名称。翌年には帝国議会 (Reichstag) の名称に戻る)議員、またプロイセン州州議会議員に当選した。
1919年4月にライン州とヴェストファーレン州の国家及び州委員となり、ルール地方で起こった労働者のゼネラル・ストライキを警察を投入して鎮圧した。1920年にカップ一揆が起こると「赤いルール軍」(Rote Ruhrarmee) を組織してルール地方からこれに抵抗した。一揆の鎮圧後にプロイセン州首相オットー・ブラウンの内閣で内相に就任した。
1928年5月には中央政府ヘルマン・ミュラー内閣の内相に就任した。ミュラー内閣が終焉すると再びブラウンのプロイセン州内閣の内相に返り咲いた。またベルリン警察長官にも同じく社民党のアルベルト・クシェジンスキが就任し、ゼーフェリンクとクシェジンスキは警察権力を使ってナチ党をはじめとする保守・右翼の弾圧を強化した。そのためプロイセン州は彼らの最大の敵となった。
1932年4月24日のプロイセン州議会選挙でナチ党が大躍進し、社民党初め与党「ヴァイマル連合」は惨敗し、少数与党に転落した。その後もブラウン内閣は事務処理内閣として一応存続した。以降ゼーフェリンクは左右どちらにも偏らないように心掛けた。所属する社民党に対してもそれは同様だった。社民党の準軍事組織「鉄の戦線」を補助警察にするべきであるとする国旗団からの要請も拒否している。ベルリン警視総監クシェジンスキはゼーフェリンクがナチ党はじめ右翼勢力に対して弱腰になったと映り、憤慨していたという。
1932年6月にドイツ中央政府に貴族ばかりの保守政権フランツ・フォン・パーペン内閣が誕生すると中央政府とプロイセン州政府の間に緊張が高まった。特に内相となったヴィルヘルム・フォン・ガイルは東プロイセンの大農場主の利害を代表する人物でプロイセン州政府や社民党の天敵とも言うべき人物だった。1932年7月20日にパーペンやガイルの策動でプロイセン・クーデターが発生した。パーペンは、プロイセン州首相オットー・ブラウンとプロイセン州内相ゼーフェリンクに大統領命令として解任を申し渡した。ゼーフェリンクはパーペンの横暴に抗議し、大統領命令に服従しない旨を声明したが、パーペンは非常事態宣言を発して軍を動員し、プロイセン州官公庁を制圧してしまった。ここに社民党の最後の牙城は滅ぼされた。
プロイセン州政府はすぐに国事裁判所にパーペンのクーデタを不当とする申し立てを行い、1932年10月にはプロイセン州閣僚の罷免は不当とする判決を得たが、パーペンは判決を認めず無視された。
ナチ党政権が誕生すると一時的に抑留されたが、すぐに釈放され、その後はビーレフェルトで静かに暮らした。ナチ党政権崩壊後の1945年に再建された社民党の東ヴェストファーレン地区の指導者を務めた。ノルトライン＝ヴェストファーレン州州議会議員となり、同州の州憲法の制定に携わった。1952年7月23日にビーレフェルトで死去した。